# 大分県高等学校一覧
| 総数                            | 54校・3分校      |
| 国立                            | 1校              |
| 公立                            | 38校・3分校      |
| 私立                            | 15校             |
| 教育委員会所在地                | 〒870-8503       |
| 大分県大分市府内町三丁目10番1号 |                  |
| 公式サイト                      | 大分県教育委員会 |

大分県高等学校一覧（おおいたけんこうとうがっこういちらん）とは、大分県の高等学校の一覧である。
全日制課程の存在しない高等学校については、定時制は「○○高等学校（定時制）」、通信制は「○○高等学校（通信制）」、定時制・通信制共に存在する場合は、定時制表記で記載する。

## 公立高等学校

### 大分市
- 大分県立大分上野丘高等学校
- 大分県立大分舞鶴高等学校
- 大分県立大分雄城台高等学校
- 大分県立大分豊府高等学校
- 大分県立大分南高等学校
- 大分県立大分鶴崎高等学校
- 大分県立大分東高等学校
- 大分県立大分西高等学校
- 大分県立大分工業高等学校
- 大分県立鶴崎工業高等学校
- 大分県立情報科学高等学校
- 大分県立大分商業高等学校
- 大分県立芸術緑丘高等学校
- 大分県立爽風館高等学校（定時制）

### 別府市
- 大分県立別府鶴見丘高等学校
- 大分県立別府翔青高等学校

### 中津市
- 大分県立中津南高等学校
- 大分県立中津南高等学校耶馬渓校
- 大分県立中津北高等学校
- 大分県立中津東高等学校

### 日田市
- 大分県立日田高等学校
- 大分県立日田三隈高等学校
- 大分県立日田林工高等学校

### 佐伯市
- 大分県立佐伯鶴城高等学校
- 大分県立佐伯豊南高等学校

### 臼杵市
- 大分県立臼杵高等学校
- 大分県立海洋科学高等学校

### 津久見市
- 大分県立津久見高等学校

### 竹田市
- 大分県立竹田高等学校
- 大分県立久住高原農業高等学校

### 豊後高田市
- 大分県立高田高等学校

### 杵築市
- 大分県立杵築高等学校

### 宇佐市
- 大分県立安心院高等学校
- 大分県立宇佐高等学校
- 大分県立宇佐産業科学高等学校

### 豊後大野市
- 大分県立三重総合高等学校

### 由布市
- 大分県立由布高等学校

### 国東市
- 大分県立国東高等学校

### 速見郡
- 大分県立日出総合高等学校

### 玖珠郡
- 大分県立玖珠美山高等学校

## 私立高等学校

### 大分市
- 岩田高等学校
- 福徳学院高等学校
- 大分高等学校
- 楊志館高等学校
- 大分東明高等学校
- 大分国際情報高等学校
- 府内高等学校（通信制）

### 別府市
- 別府溝部学園高等学校
- 明豊高等学校

### 中津市
- 東九州龍谷高等学校

### 日田市
- 昭和学園高等学校
- 藤蔭高等学校

### 佐伯市
- 日本文理大学附属高等学校

### 竹田市
- 稲葉学園高等学校

### 宇佐市
- 柳ヶ浦高等学校